# Jaroslav Kadlčák
Jaroslav Kadlčák (30. března 1931 Žlutava – 1. ledna 2001 Brno) byl vysokoškolský pedagog a vědec v oboru visutých prutových konstrukcí.

## Životopis
Po ukončení studia na Fakultě inženýrského stavitelství (Stavební fakulta VUT – Vysokého učení technického v Brně) nastoupil v roce 1956 na Katedru stavební mechaniky, kde působil celý život. Kromě výuky, vedení diplomových prací a doktorandů, se věnoval výpočtům v oblasti visutých lanových konstrukcí. Publikoval více než sto vědeckých a odborných článků v ČR i v zahraničí. Poslední monografie Statics of Suspension Cable Roofs byla vydána nakladatelstvím Balkema v Rotterdamu. Doposud je dostupná Statika stavebních konstrukcí II. Podle teorií, které odvodil provedl výpočty několika visutých lanových střech např. V Augsburgu v Německu, v Šaľe na Slovensku a v Békéscabě v Maďarsku. Střechu realizovanou podle jeho výpočtu v Německu však mohl na vlastní oči vidět teprve po sametové revoluci, protože mu komunistický režim neumožnil vycestovat do západních zemí.

## Dílo
- Statika stavebních konstrukcí I. (Základy stavební mechaniky, staticky určité prutové konstrukce)

Učebnice statiky stavebních konstrukcí, kterou napsal spolu s Jiřím Kytýrem. První vydání vyšlo v roce 1998 v nakl. VUTIUM. Úvodní díl dvoudílné učebnice, určené především studentům stavebních fakult, ale rovněž statikům a projektantům zabývajícím se nosnými prutovými konstrukcemi. Kniha se věnuje jak rovinným, tak prostorovým staticky určitým prutovým konstrukcím, obsahuje definice a vysvětlení základních pojmů.
- Statika stavebních konstrukcí II. (Staticky neurčité prutové konstrukce)

Spoluautorem je opět Jiří Kytýr. Ve druhém dílu učebnice je zaměřena pozornost na rovinné a prostorové staticky neurčité prutové konstrukce, u nichž nelze reakce vnějších a vnitřních vazeb a také složky vnitřních sil stanovit z pouhých statických podmínek rovnováhy. K jejich řešení je nutno použít rovněž podmínek deformačních, a tím respektovat vliv přetvoření konstrukce na statický a deformační stav konstrukce. Kniha je rozdělena do čtyř částí se čtrnácti kapitolami. Probíraná látka navazuje na základní poznatky i pojetí z prvního dílu. Na konci kapitol jsou připojeny kontrolní otázky.